# Sobhodero
Sobhodero ou Sobho Dero (en ourdou : صوبھو دیرو) est une ville pakistanaise située dans le district de Khairpur, dans le nord de la province du Sind. C'est la huitième plus grande ville du district, capitale du tehsil du même nom. Elle est située à près de cinquante kilomètres au sud-est de Larkana.
La population de la ville a été multipliée par presque deux entre 1981 et 2017, passant de 17 068 habitants à 31 380. Entre 1998 et 2017, la croissance annuelle moyenne s'affiche à 5 %, largement supérieure à la moyenne nationale de 2,4 %. Selon le recensement de 2023, la population de la ville monte à 34 812 habitants.
|            | 1981 (rec.) | 1998 (rec.) | 2017 (rec.) | 2023 (rec.) |
| ---------- | ----------- | ----------- | ----------- | ----------- |
| Population | 17 068      | 12 298      | 31 380      | 34 812      |